# Sarina Wiegman
Sarina Wiegman, citata anche come Sarina Glotzbach-Wiegman (L'Aia, 26 ottobre 1969), è un'allenatrice di calcio ed ex calciatrice olandese, di ruolo centrocampista o difensore, commissario tecnico della nazionale femminile inglese.
Nel 2001 fu la prima calciatrice olandese a raggiungere le 100 presenze in nazionale.

## Caratteristiche tecniche

### Giocatrice
Durante la carriera agonistica ha inizialmente ricoperto il ruolo di centrocampista per passare, nella sua fase finale, nel reparto difensivo.

## Carriera

### Allenatrice
Dopo il suo ritiro dal calcio giocato, avvenuto nel 2003, Wiegman iniziò la sua carriera come allenatrice di club, ricoprendo il ruolo di responsabile tecnico delle squadre femminili del Ter Leede e del ADO Den Haag, passando dal 2014 nell'orbita della nazionale olandese, inizialmente come assistente di Roger Reijners per poi rilevarne il posto ad interim fino all'arrivo di Arjan van der Laan e infine avvicendandosi a quest'ultimo nella conduzione tecnica della squadra, con la quale ha vinto il campionato europeo 2017.
Dal 2021 allena la nazionale inglese, con la quale ha vinto altri due campionati europei, consecutivamente nel 2022 e nel 2025 e ha raggiunto la finale del campionato mondiale 2023.

## Palmarès

### Giocatrice

#### College
- NCAA Division I Women's Soccer Championship: 1

North Carolina Tar Heels: 1989

#### Club
- Campionato olandese femminile di seconda divisione: 2

Ter Leede: 2000-2001, 2002-2003
- Coppa dei Paesi Bassi: 2

KFC '71: 1986-1987
Ter Leede: 2000-2001

### Allenatrice

#### Club
- Campionato olandese: 1

ADO Den Haag: 2011-2012
- Campionato olandese femminile di seconda divisione: 1

Ter Leede: 2006-2007
- Coppa dei Paesi Bassi: 3

Ter Leede: 2006-2007
ADO Den Haag: 2011-2012, 2012-2013

#### Nazionale
- Campionato d'Europa: 3

Paesi Bassi: Paesi Bassi 2017
Inghilterra : Inghilterra 2022, Svizzera 2025

#### Individuale
- The Best FIFA Women's Coach: 4

2017, 2020, 2022, 2023
- Commissario tecnico dell'anno IFFHS: 3

2020, 2022, 2023
- Allenatore dell'anno UEFA: 2

2021-2022, 2022-2023